# Fred Norris
Fred Norris (Reino Unido, 4 de septiembre de 1921-13 de diciembre de 2006) fue un atleta británico especializado en la prueba de maratón, en la que consiguió ser medallista de bronce europeo en 1958.

## Carrera deportiva
En el Campeonato Europeo de Atletismo de 1958 ganó la medalla de bronce en la carrera de maratón, recorriendo los 42,195 km en un tiempo de 2:21:15 segundos, llegando a meta tras los soviéticos Sergei Popov (oro con 2:15:17 s que fue récord de los campeonatos) y Ivan Filin (plata).